# Guillermina Naya
Guillermina Naya (Argentina, 27 de septiembre de 1996) es una tenista argentina.

## Trayectoria
Naya tiene un ranking de individuales de la WTA de 533, el más alto de su carrera, logrado el 10 de agosto de 2020. También tiene un ranking de dobles de 622, el más alto de su carrera, logrado el 19 de abril de 2021. Ha ganado dos títulos individuales y tres títulos de dobles en torneos del Circuito ITF.
Naya también representó a Argentina en la Fed Cup.

## Finales del Circuito ITF

### Títulos (8; 3+5)
| Premios                |
| ---------------------- |
| torneos de USD 100,000 |
| torneos de USD 80,000  |
| torneos de USD 60,000  |
| torneos de USD 25,000  |
| torneos de USD 15,000  |
| torneos de USD 10,000  |

| Finales por superficie |
| ---------------------- |
| Dura (0–1)             |
| Arcilla (2–2)          |
| Hierba (0–0)           |
| Carpeta (0–0)          |

#### Individuales (3)
| Resultado | N.º | Fecha              | Torneo                       | Nivel  | Superficie | Adversario     | Puntaje      |
| --------- | --- | ------------------ | ---------------------------- | ------ | ---------- | -------------- | ------------ |
| Pérdida   | 0-1 | julio de 2017      | ITF Campos do Jordão, Brasil | 15,000 | Difícil    | Gabriela Cé    | 4–6, 6–7 (3) |
| Victoria  | 1–1 | septiembre de 2019 | ITF Buenos Aires, Argentina  | 15,000 | Arcilla    | Eduarda Piai   | 6–2, 6–2     |
| Victoria  | 2–1 | octubre de 2019    | ITF Buenos Aires, Argentina  | 15,000 | Arcilla    | Jazmín Ortenzi | 6–3, 7–5     |

#### Dobles (5)
| Premios                |
| ---------------------- |
| torneos de USD 100,000 |
| torneos de USD 80,000  |
| torneos de USD 60,000  |
| torneos de USD 25,000  |
| torneos de USD 15,000  |
| torneos de USD 10,000  |

| Finales por superficie |
| ---------------------- |
| Dura (0–0)             |
| Arcilla (3–5)          |
| Hierba (0–0)           |
| Carpeta (0–0)          |

| Resultado | N.º | Fecha              | Torneo                                 | Nivel  | Superficie | Compañera             | Adversarias                                | Puntaje          |
| --------- | --- | ------------------ | -------------------------------------- | ------ | ---------- | --------------------- | ------------------------------------------ | ---------------- |
| Pérdida   | 0-1 | octubre de 2017    | ITF Buenos Aires, Argentina            | 15,000 | Arcilla    | Bárbara Gatica        | Fernanda Brito Camila Giangreco Campiz     | 5–7, 0–6, [5–10] |
| Pérdida   | 0-2 | marzo de 2018      | ITF Hammamet, Túnez                    | 15,000 | Arcilla    | Guadalupe Pérez Rojas | Anastasia Grymalska Michele Alexandra Zmau | 2–6, 3–6         |
| Victoria  | 1-2 | septiembre de 2019 | ITF Buenos Aires, Argentina            | 15,000 | Arcilla    | Candela Bugnón        | María Lourdes Carlé Julieta Estable        | 2–6, 6–1, [10–8] |
| Victoria  | 2-2 | octubre de 2019    | ITF Buenos Aires, Argentina            | 15,000 | Arcilla    | Candela Bugnón        | Eugenia Ganga Sofía Luini                  | 7–6 (4), 6–4     |
| Victoria  | 3-2 | noviembre de 2020  | ITF Las Palmas de Gran Canaria, España | 15,000 | Arcilla    | Andrea Gámiz          | Bárbara Gatica Rebeca Pereira              | 3–6, 7–5, [10–7] |

## Vida personal
Es abiertamente lesbiana, y está relacionada con la tenista Nadia Podoroska.

## Redes Sociales
- Instagram

- Twitter

- Facebook

- Datos: Q84560908